# Basílica de San Quintín (San Quintín)
La basílica [de] Saint-Quentin (en francés: Basilique de Saint-Quentin), antiguamente colegiata de Saint-Quentin (Collégiale Saint-Quentin) es una iglesia católica en la localidad de Saint-Quentin, departamento de Aisne, Francia. Ha habido edificios religiosos en el sitio desde el siglo IV, que fueron destruidos en varias ocasiones y reconstruidos durante la Alta Edad Media. La construcción de la colegiata, dedicada a San Quíntin, mártir del siglo III, comenzó a finales del siglo XII y se acabó tres siglos más tarde. Las guerras, las epidemias y las dificultades financieras explican el inusualmente lento ritmo de los trabajos que permanecerán inacabados, ya que la fachada nunca se construyó. La actual basílica fue severamente dañada en la Primera Guerra Mundial (1914-1918), y sólo se reabrió en 1956 después de una extensa reconstrucción.
La colegiata es, por su tamaño excepcional y la riqueza de su estilo, una construcción particularmente ambiciosa y testimonio de una época ferviente y fastuosa, cuando la ciudad era a la vez centro religioso y una plaza estratégica en los confines norte del reino. Este conjunto, complejo, original y fascinante, pertenece enteramente al gótico y tiene muestras de todas sus evoluciones.
La colegiata fue objeto de una clasificación como monumento histórico por la lista de 1840. La iglesia fue declarada basílica menor el 5 de diciembre de 1876 por el papa Pío IX.

## Orígenes
La ciudad de Saint-Quentin se ha identificado con la ciudad romana de Augusta Veromandurorum, un centro comercial en una importante encrucijada. Toma su nombre actual del misionero cristiano Sanctus Caius Quintinus, que fue decapitado allí en el año 287. La leyenda dice que el cuerpo fue encontrado muchos años después en las cercanas marchas del río Somme por una viuda romana acaudalada y ciega llamada Eusebia. Ella volvió a enterrar los restos en la parte superior de la colina en el centro de la actual ciudad y construyó un pequeño santuario para honrar al mártir. En las excavaciones alrededor de la cripta de la iglesia actual se han encontrado de hecho rastros de un edificio de esa fecha.
Algunas fuentes dicen que la ciudad se convirtió en la sede de un obispado alrededor de 365, pero después de que los bárbaros la destruyeron en 531 el obispo se trasladó a Noyon. La capilla aparece listada como uno de los destinos de peregrinación por  Gregorio de Tours (ca. 538–594). San Eligius (ca. 588–660), obispo de Noyon y consejero de Dagoberto I, rey merovingio de Francia, redescubrió la tumba en el siglo VII «bajo el pavimento de la basílica». Hay registros de que San Eligius amplió el edificio. Se han encontrado cerca de la cripta restos de una planta de este período y se ha conservado un gran fragmento de mosaico
La primera comunidad de monjes se estableció en, o alrededor de, Saint-Quentin hacia la mitad del siglo VII, probablemente de monjes irlandeses con el apoyo de los obispos de Noyon. Los obispos reclamaron la jurisdicción eclesiástica sobre la mayor parte del Vermandois,  incluyendo Saint-Quentin. La iglesia fue reconstruida con la ayuda de Carlomagno (ca. 747–814) y fue consagrada por el papa Esteban IV (r. 816-817). Pueden haber sido dos iglesias en la Alta Edad Media, una dedicada a San Quentin y otra a la Virgen María. Los arqueólogos han encontrado restos de los muros de la época carolingia, cuando el lugar fue un floreciente monasterio y sitio de peregrinación. Investigaciones arqueológicas limitadas indican que la cripta en el tramo de la nave entre los dos brazos del crucero puede haber sustituida a una cripta carolingia con un corredor circular.
La iglesia fue incendiada por los normandos en 816, reconstruida en 824 y quemada de nuevo en 883. El lugar fue fortificado después de 883. En 900 los cuerpos de Saint-Quentin y de otros dos santos fueron colocados en sarcófagos de piedra en un cripta de nueva construcción. En el siglo X los Herbertianos condes de Vermandois, principalmente Adalbert I (Adalberto el Piadoso.  ca.915–987), sustituyeron a los monjes con una congregación de canónigos seculares. Los condes reclamaron el título de abad y ser señores de la iglesia. Un dean, nombrado por el conde, administraba la colegiata e informaba sólo al conde, no al obispo de Noyon ni luego al arzobispo de Reims. Hay registros de una reconstrucción a mediados del siglo X. La iglesia fue dañada durante una disputa local en 1102-1103. En esa época el conde Raul de Vermandois (ca. 1100–1152)  se cree que reconstruyó la iglesia, pero esto parece poco probable.
Los canónigos del capítulo de la colegiata vivían en casas separadas dentro de los recintos de la iglesia, y la mayoría no estaban ordenados sacerdotes. A menudo eran propietarios y empresarios de familias nobles y el papel principal era administrar los bienes del capítulo. En 1200 el capítulo era grande y próspero, con 72 canónigos. Los semiindependientes condes de Vermandois estaban originalmente estrechamente asociados con el condado de Flandes, pero gradualmente pasaron a depender del control francés, un proceso que se completó cuando Eleanor de Vermadois murió en 1214. Ese año el cardenal Roberto de Courçon instituyó una reforma mediante la cual ordenó párrocos en nueve iglesias parroquiales que podrían administrar los sacramentos, independientemente del capítulo, a pesar de que pagarían al capítulo una parte de sus honorarios por los bautismos, matrimonios y funerales. La construcción de la nueva gran colegiata puede haber sido motivada en parte por el deseo del capítulo colegiado de reafirmar su autoridad después de la pérdida de competencia frente a las autoridades de la ciudad y los párrocos.

## Historia

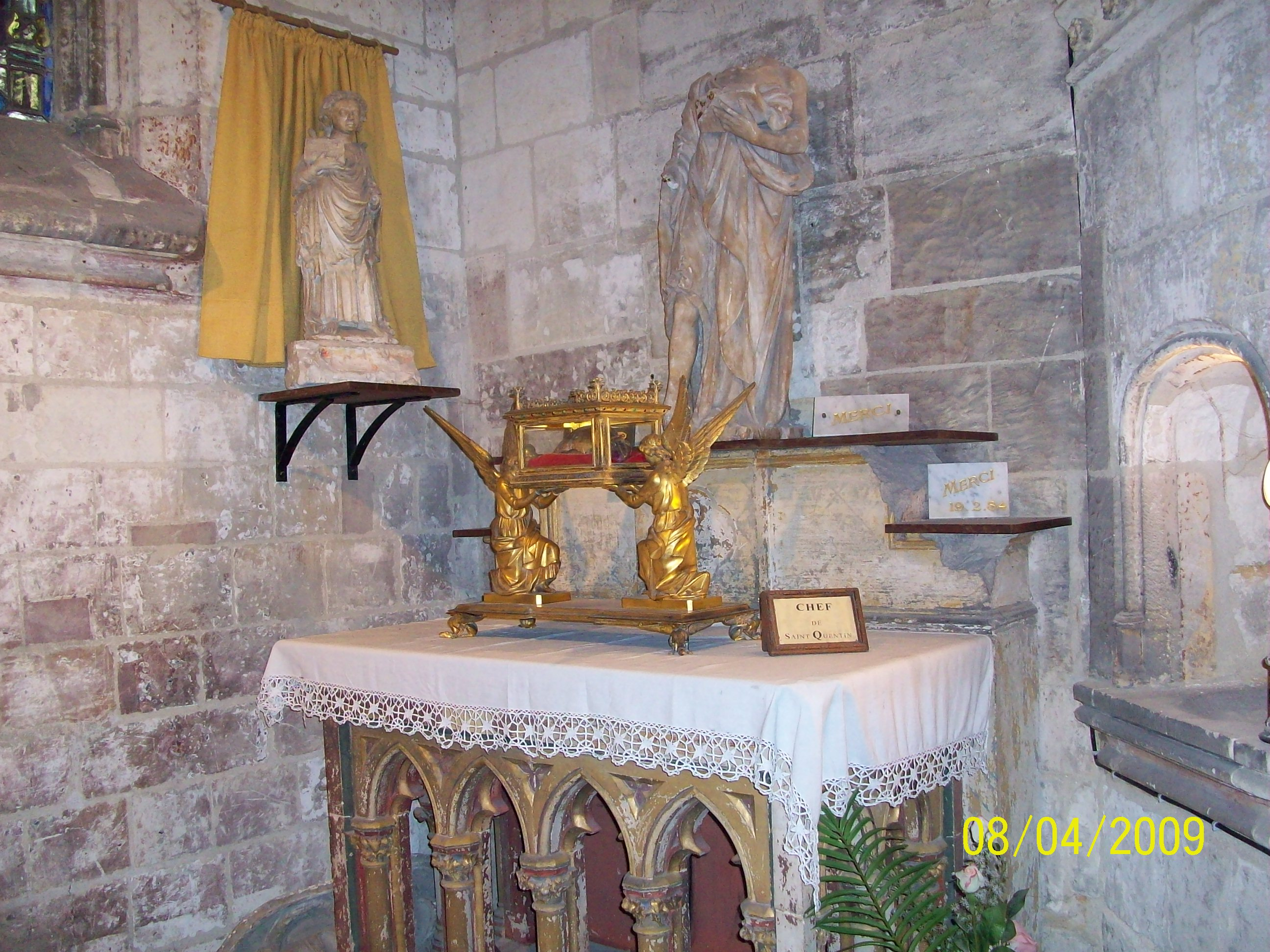
Relicario del cráneo de san Quintín

### Construcción
Comenzada en 1170 por la torre-porche, se completó entre 1195 y 1200. La cantera se desplaza muy pronto a la cabecera y evoluciona, aparentemente, a un ritmo bastante caótico. Alrededor de 1190 los canónigos decidieron construir una iglesia más imponente para dar la bienvenida al creciente número de peregrinos. El ábside se completó en 1205. El ábside estaba a cierta distancia al este de la torre. La construcción continuó hacia el oeste desde el ábside hacia la torre del siglo XII, que con el tiempo se convirtió en la entrada de la iglesia colegiata.
Hubo frecuentes disputas entre el capítulo y los obispos de Noyon, cuya autoridad se negaron a reconocer. A principios de la década de 1220 el obispo Gérard de Bazoches colocó el capítulo en entredicho, pero en 1228 el Papa Gregorio IX rescindió el interdicto. Ese año Nicolás de Roye, que estaba relacionado con varios de los canónigos, se convirtió en el nuevo obispo después de la muerte de Gérard. Más tarde en 1228 las reliquias de san Quintin, san Victoric de Amiens y san Casiano de Auxerre fueron trasladados desde la antigua cripta a una ubicación temporal en la nave. Los restos de los santos fueron expuestos a la veneración. Sus cabeza, manos y brazos se separaron de sus cuerpos, y cada parte del cuerpo se colocó en su propio relicario. Después de la terminación del santuario los relicarios se colocaron detrás del elevado altar. La cripta, sus tumbas ahora vacías, se conservan como un lugar sagrado.

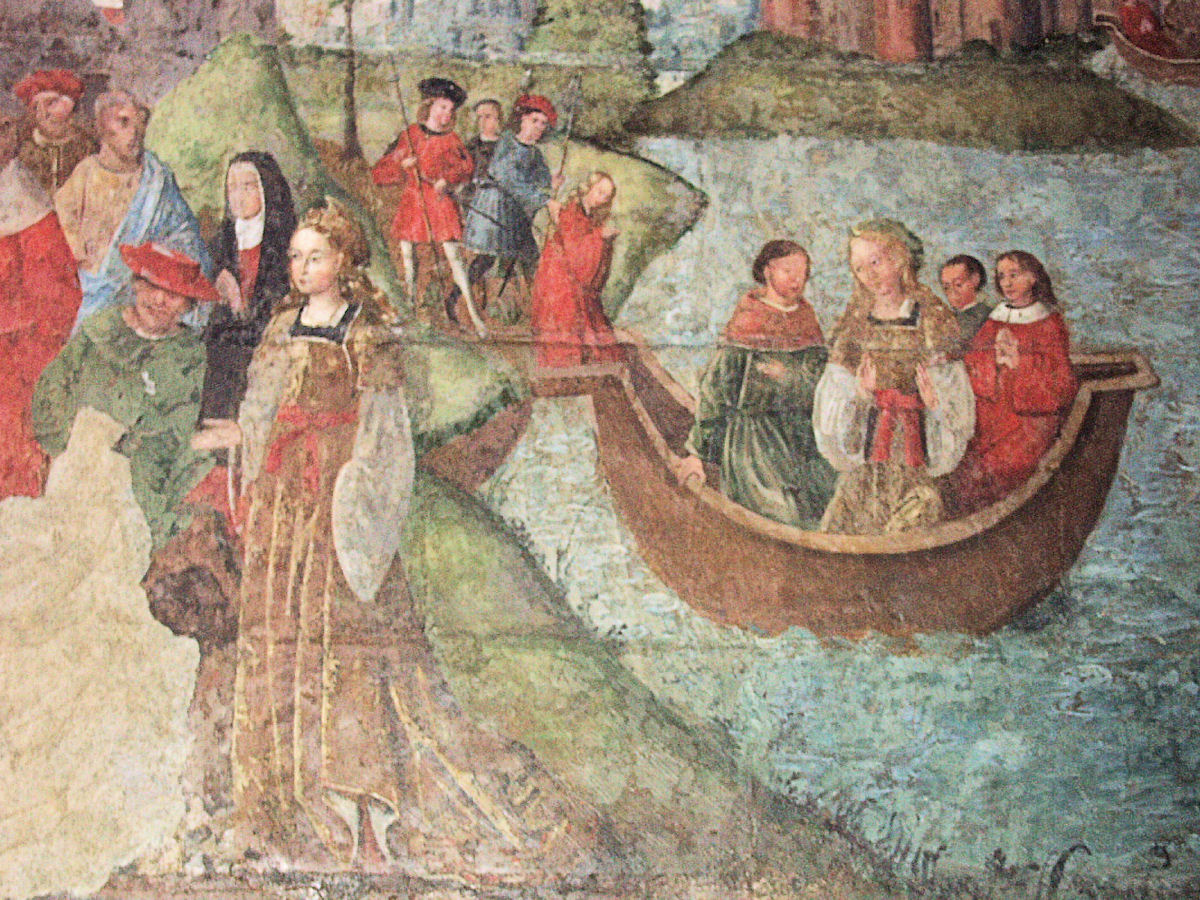
Fresco medieval que se conserva en la basílica

En agosto de 1231 se celebró en la iglesia un sínodo. El arzobispo se sentó en el centro del ábside, con los obispos de  Soissons, Beauvais, Noyon, Tournai y Senlis a su izquierda, y los obispos de  Laon, Châlons, Amiens, Thérouanne y Arras  a su derecha. En 1257 Luis IX de Francia (1214-1270) (san Luis) asistió a una gran ceremonia en la que las reliquias del santo fueron trasladadas al coro. El coro se completó en su mayoría en ese momento, aparte de las ventanas altas, que fueron construidas en el último tercio del siglo XIII.
La construcción procedió lentamente debido a la falta de fondos y problemas estructurales. En 1316 el maestro albañil Jean Le Bel tuvo que fortalecer los pilares del coro. Su sucesor, Gilles Largent, reparó las bóvedas agrietadas en 1394. El amplio crucero se completó a mediados del siglo XV. La nave se completó en 1456, finalmente se unió el ábside de la torre de San Miguel del siglo XII. El portal de la torre se terminó en 1477. En 1477 Luis XI de Francia (1423-1483) donó 1000 coronas de oro para reconstruir por completo el brazo sur del pequeño transepto, que amenazaba colapsar: fue completamente reconstruido entre 1477-1487 por Colard Noël, arquitecto del rey. En 1509 se sentaron las bases para levantar una fachada enorme, con dos torres para reemplazar a la torre de entrada existente, pero este proyecto se suspendió pronto debido a la falta de fondos.

### Fuego, guerra y revolución

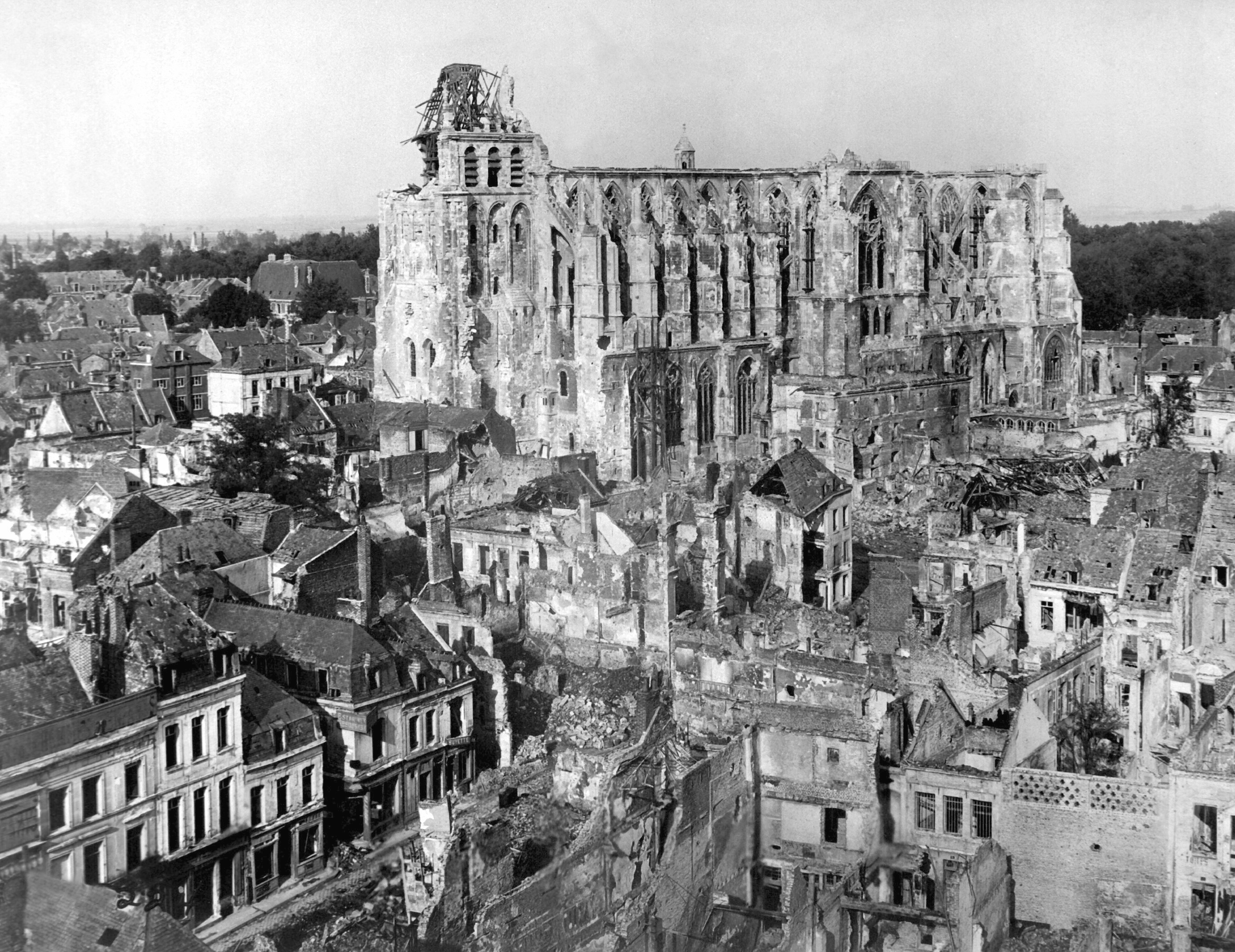
La iglesia el 14 de octubre de 1918

El edificio fue dañado por un gran incendio en 1545, y por otro incendio durante el sitio español de 1557. Hubo otro incendio más en 1669. En 1682 se realizó un coronamiento de inspiración barroca en lo alto de la torre-porche.
Durante la Revolución Francesa (1789–1799) el edificio fue dañado por los jacobinos que lo convirtieron en un templo de la Razón, y luego, una tienda de forraje y en un establo. Al edificio se le dio una clasificación de Monumento Histórico en 1840. Durante la guerra franco-prusiana (1870–1871) el edificio fue dañado por 18 proyectiles el 19 de enero de 1871. El edificio fue designado basílica menor en 1876 por el Papa Pío IX.
Durante la I Guerra Mundial  (1914–1918) la ciudad fue ocupada por las fuerzas alemanas el 28 de agosto de 1914. El cura logró esconder las posesiones más valiosas. El 1 de julio de 1916 un avión aliado dejó caer una bomba en la estación de tren, que incendió un vagón de explosivos, causando grandes daños la explosión a los edificios de la ciudad, y siete de los ventanales de la basílica se rompieron. La ciudad fue evacuada el 15 de marzo de 1917. La cubierta de la iglesia fue destruido por un incendio el 15 de agosto de 1917.
Cuando las fuerzas francesas recapturaron Saint-Quentin el 1 de octubre de 1918 detuvieron a un ingeniero alemán que se preparaba para volar el edificio gravemente dañado: se habían realizado 93 agujeros en los muros y pilares para llenarlos con explosivos. En ese momento, la bóveda de la nave central se había derrumbado por completo. Partes de los arbotantes habían quedado destruidas, y los muros y contrafuertes tenido muchas grietas. Existía el riesgo de que si caía la inestable mampostería podría provocar colapsos más grandes.

### Reconstrucción moderna

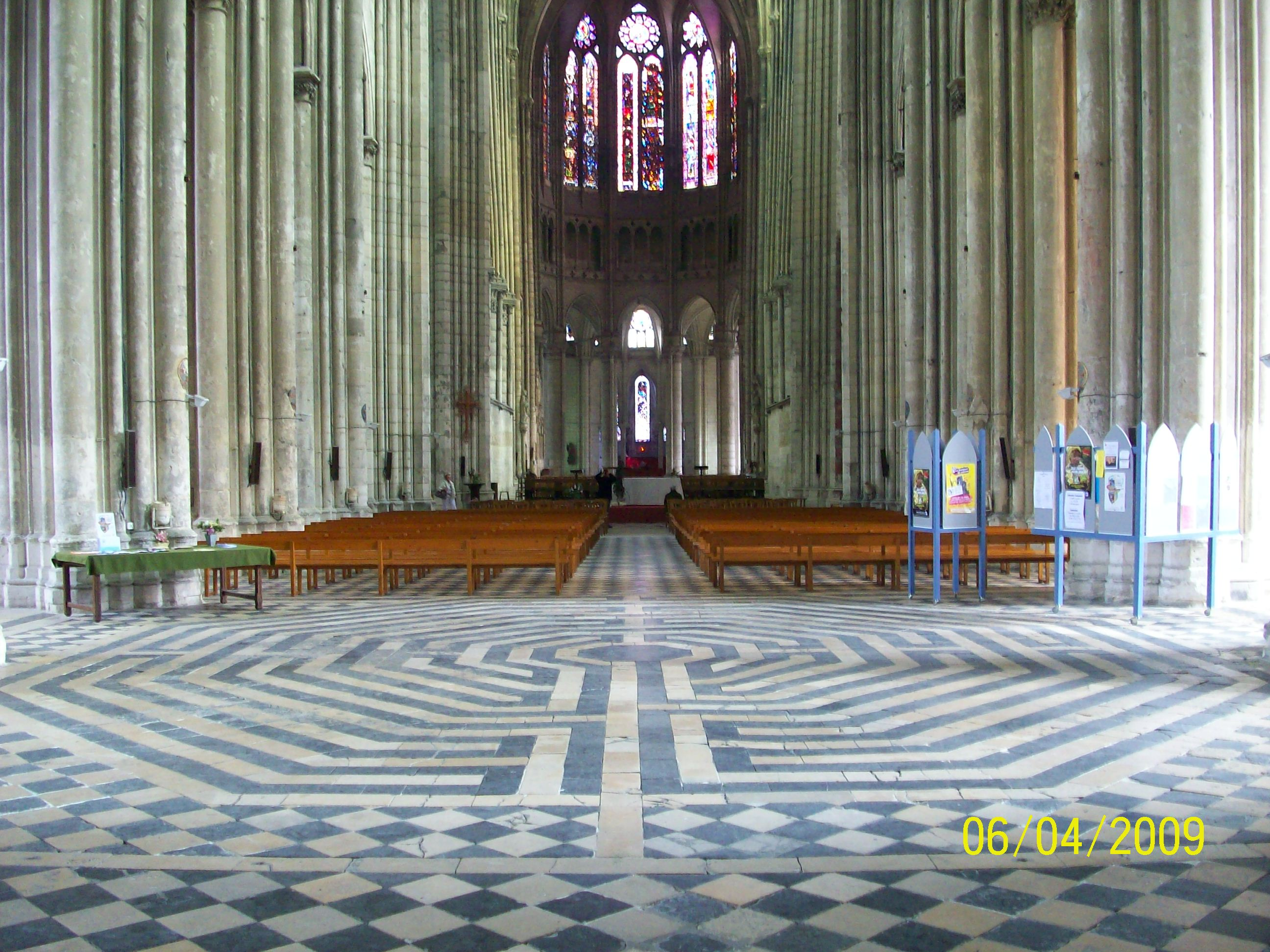
El laberinto (en el suelo, en primer plano)

La reconstrucción de la basílica empezó en el año 1919, dirigida por la Comisión de monumentos históricos. Emile Brunet fue encargado de la reconstrucción. Como primer paso, alrededor de 3000 m³ de piedra cortada y escombros fueron despejados por prisioneros de guerra alemanes. Algunos daño adicionales fueron causados a las tallas y decoraciones en el proceso. Trabajadores especializados realizaron refuerzos urgentes de albañilería, y partes de las esculturas dañadas se almacenaron durante la restauración posterior. Se construyó un techo temporal para proteger la edificación de la intemperie, cubierto por fibro-cemento y láminas Ruberoid.
Se tardó 25 años en completar la restauración. Las vidrieras supervivientes del siglo XIII se volvieron a instalar en 1948, colocándose modernas vidrieras  Art déco de Hector de Pétigny (1904-1992) para reemplazar a las que faltaban. La basílica restaurada se volvió a abrir al culto en 1956. Los trabajos continuaron entre 1975 y 1983 con la construcción de una nueva flecha por encima del crucero del transepto.
Desde 2006, la ciudad de Saint-Quentin ha llevado a cabo trabajos de restauración para limpiar los muros y restaurar el puerta de entrada a su estado de finales del siglo XVII, por un monto de 4,663 millones de euros (financiados por el Estado, el Consejo General de Aisne, la ciudad de Saint-Quentin y el patrocinio de GDF-Suez). Estos trabajos, en lo que atañe a la torre occidental, se completaron en 2014 Luego se acometerá la restauración del gran transepto.

## Edificio

### Dimensiones

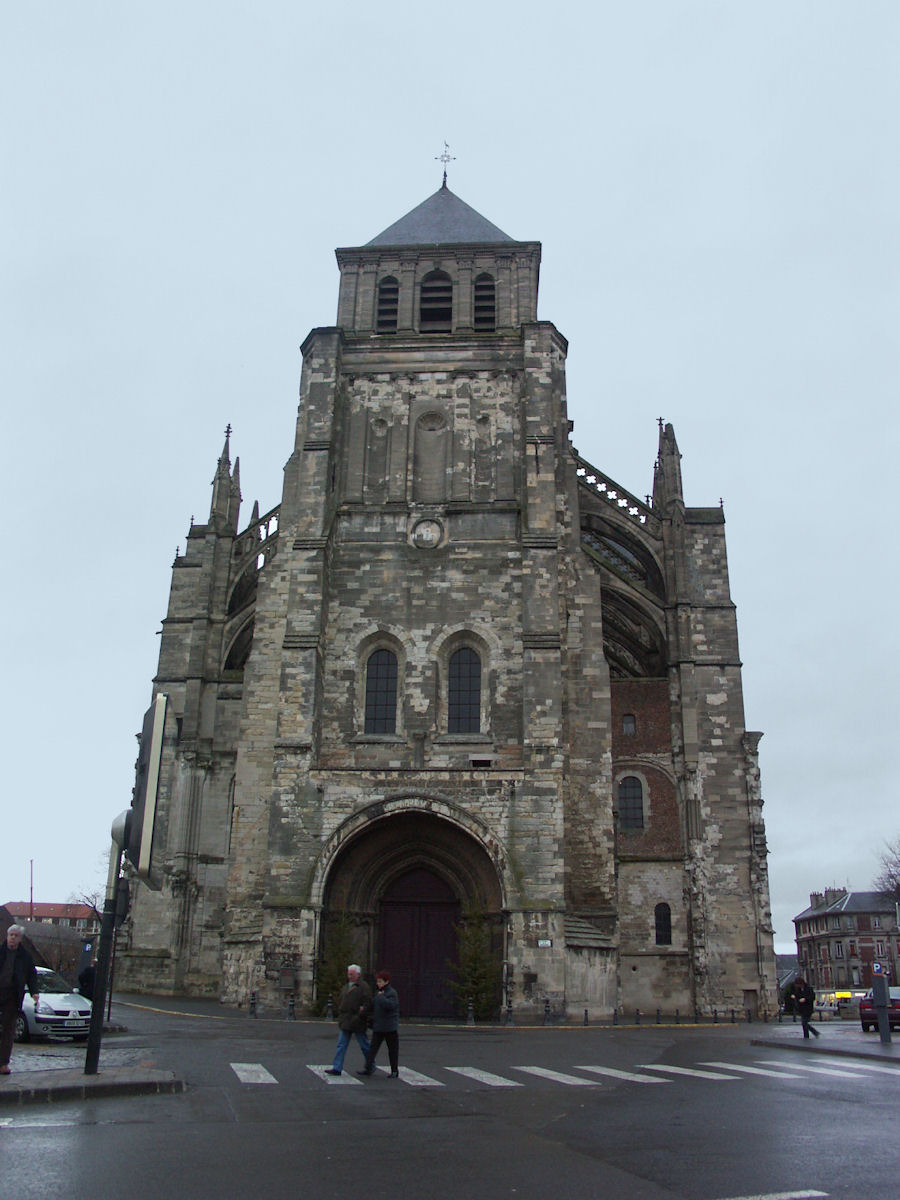
Torre-porche en 2008

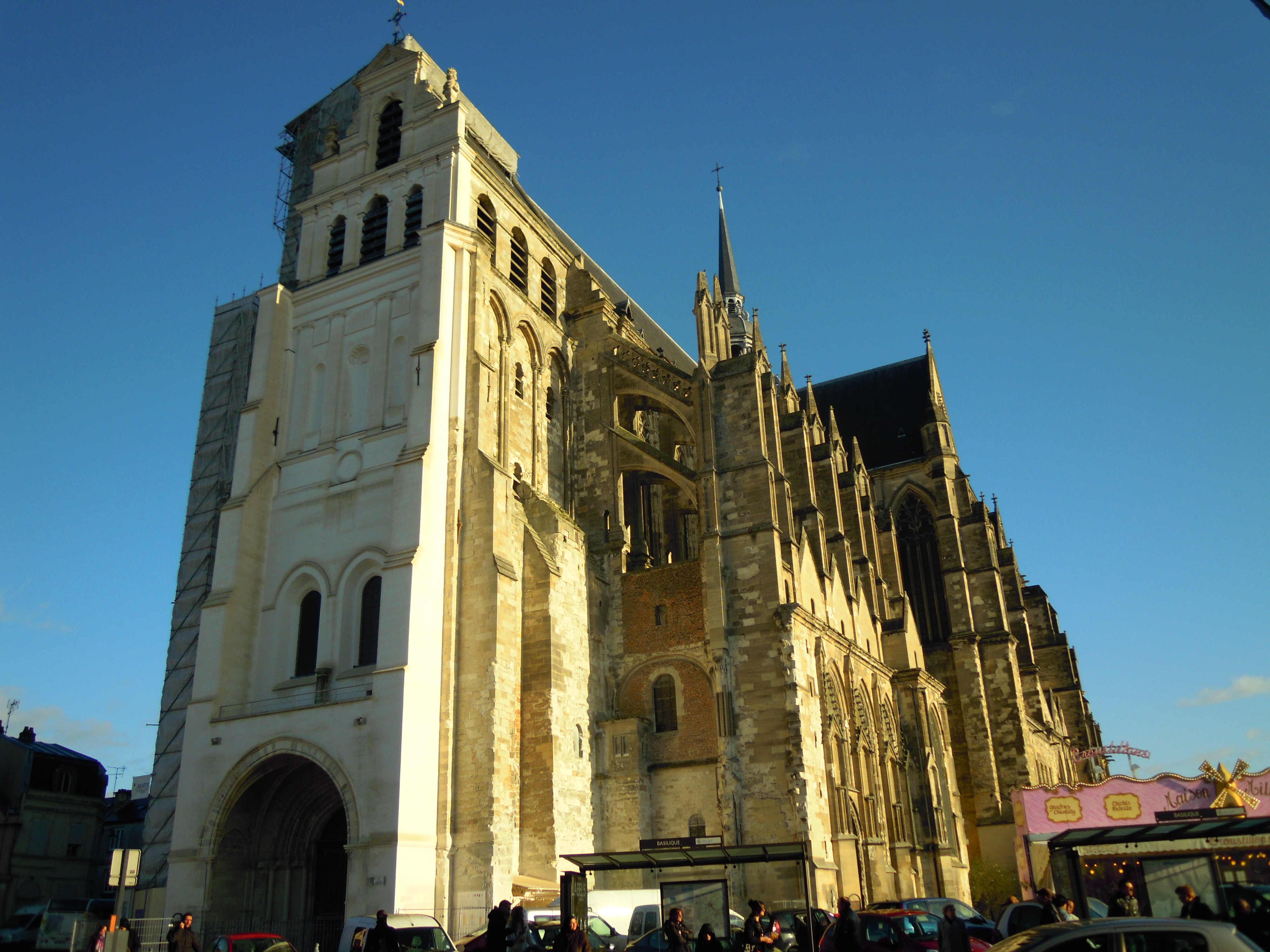
Torre-porche en 2011, ya parcialmente restaurada

La basílica es el edificio religioso más grande de Picardía después de la catedral de Amiens. Tiene 133 m de largo y  40 m de altura. La nave tiene 42 m de ancho. Hay 110 ventanas. El campanario de 1976 da al edificio 82 m de  de altura. La torre de entrada tiene 34,5 m de altura. El interior tiene 120 m de largo,  36 m de ancho, y se eleva a 34 m por debajo de la bóveda.

### Exterior
El edificio tiene un diseño atrevido con detalles flamígeros. Muestra la evolución del estilo gótico durante su largo período de construcción. Tiene una torre cuadrada sobre el crucero del transepto coronado por una torre esbelta que se instaló en 1983. La entrada a la iglesia data del siglo IX y era parte de la iglesia carolingia, siendo ampliamente modificada. Ahora tiene tres niveles por encima de la entrada semicircular. Hay una capilla dedicada a San Miguel por encima del pasaje de entrada. La sección central del edificio está reforzada por arbotantes y por absidiolos. Los dos transeptos, de anchura desigual, añaden fuerza monumental al edificio. La fachada del brazo norte se atribuye a Gilles Largent, y destaca por su composición sobria.

### Interior

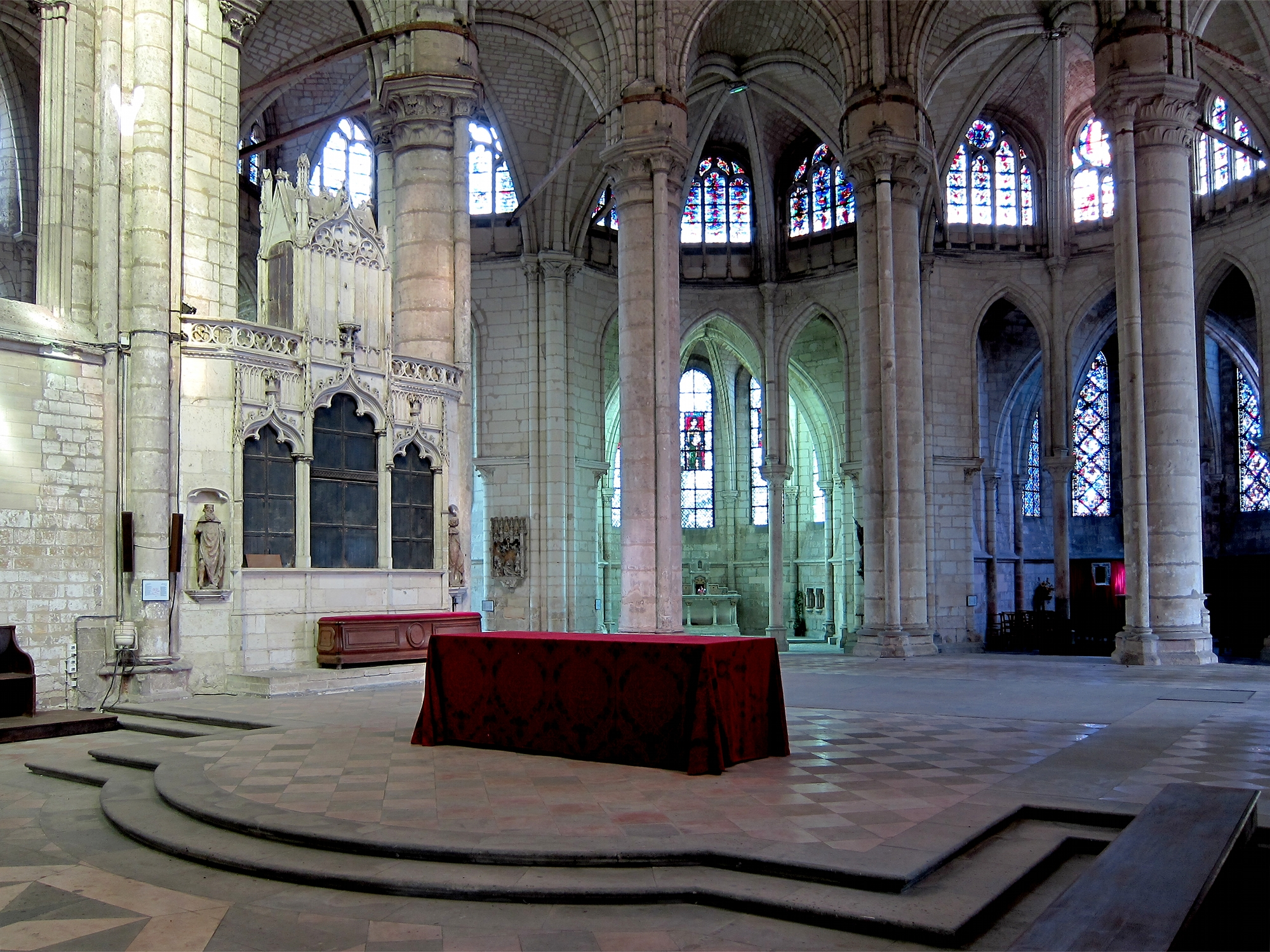
Coro, ambulatorio y capillas radiantes

La nave está construida según una planta convencional del siglo XII, con un alzado interior de tres niveles: arcadas, triforio y altas ventanas. La gran ventana alta está coronada por una magnífica estrella con cinco ramas. La rica decoración medieval del interior se ha perdido. El suelo de la nave tiene un laberinto octogonal de adoquines en blanco y negro de finales del siglo XV, de 260 m de longitud. El peregrino era invitado a seguir el complejo curso de piedras negras antes de abrir su alma a Dios. Una de los muros de la nave tiene una escultura de piedra de medio relieve del árbol de Jesé, la genealogía de Cristo, del siglo XVI.
Al este del transepto principal hay cuatro tramos rectos de coro y luego un segundo crucero, más estrecho. La estructura curvada del extremo oriental se extiende desde este transepto. El conjunto de coro y cabecera fue construido probablemente entre alrededor de 1220 y 1257. La planta de doble transepto se encuentra en la iglesia de la abadía de Cluny de 1088, pero por lo demás es muy inusual en Francia. El concepto parece haber llegado desde Inglaterra, donde era popular en ese momento. La rama sur del pequeño transepto estaba casi en ruinas en 1460, y fue completamente reconstruida por Colard Noël en estilo gótico flamígero. La rama norte es sobre todo la edificación original del siglo XIII, aunque las ventanas fueron remodeladas en el siglo XV.
El ambulatorio tiene una pared oriental festoneada con cinco capillas radiales abiertas. Cada capilla es redonda, con bóvedas independientes en forma de cúpula y es más baja que el ambulatorio, lo que permite disponer un clerestorio por encima de las capillas que ilumina el ambulatorio. Las capillas, construidas en torno a 1190, están cada una iluminadas por siete ventanas. Cada una de ellas se abre al ambulatorio a través de tres arcos divididos por dos columnas.

### Órgano
El órgano fue completamente destruido por un incendio en 1669. Un nuevo gran órgano fue donado por Luis XIV de Francia, terminado en 1703 y que llena el espacio por encima del último tramo de la nave. Pierre du Mage (1674-1751)) estuvo a cargo del nuevo órgano entre 1703-1710. La caja del órgano fue construida por  Robert Clicquot  entre 1699 y 1703. El gabinete fue dibujado por Jean Bérain. Su rico diseño incorpora grandes ángeles serafines con las alas extendidas, músicos querubines y un medallón que representa la Asunción de la Virgen soportada por dos ángeles. Hay una estatua del mártir Quintín en la torreta central, ejecutada por Pierre Vaideau, uno de los carpinteros del rey. La plataforma de apoyo fue hecha por el escultor local Girard de la Motte.
En 1840 Antoine Sauvage, un seguidor de Aristide Cavaillé-Coll, llevó a cabo una restauración completa. Instaló una máquina Barker y realizó cambios que reflejaban la nueva estética romántica. En 1917 se fundió la tubería, el mecanismo destruido y el gabinete seriamente dañado. El gabinete fue reconstruido durante la restauración de la basílica. A Haerpfer-Erman, de Boulay-Moselle,  se le encomendó la tarea de reconstruir el órgano en 1961, siendo el nuevo órgano inaugurado el 27-28 de mayo de 1967. Tiene cuatro teclados con 61 notas y un pedal de 32 notas.

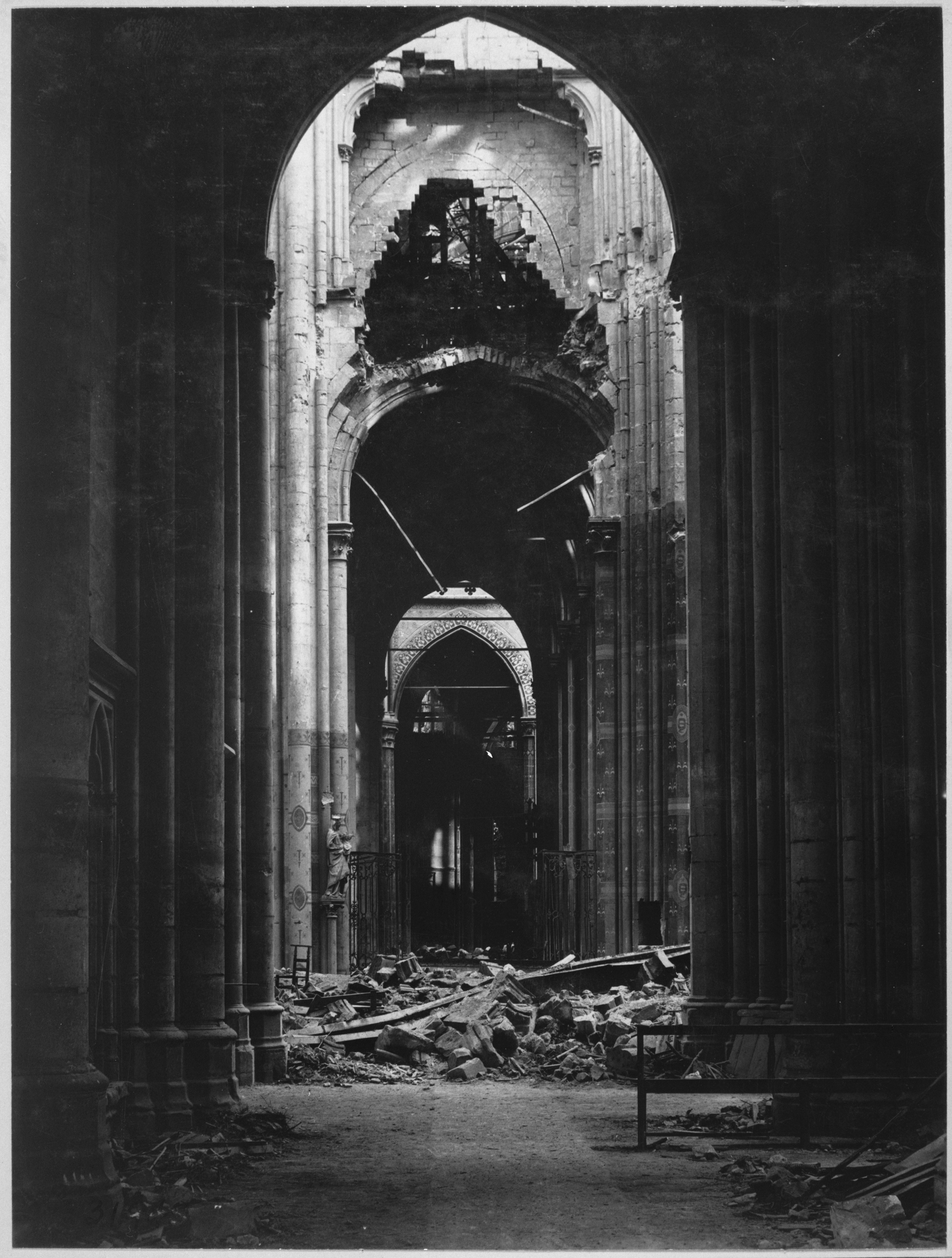
Interior arruinado (18 de octubre de 1918)
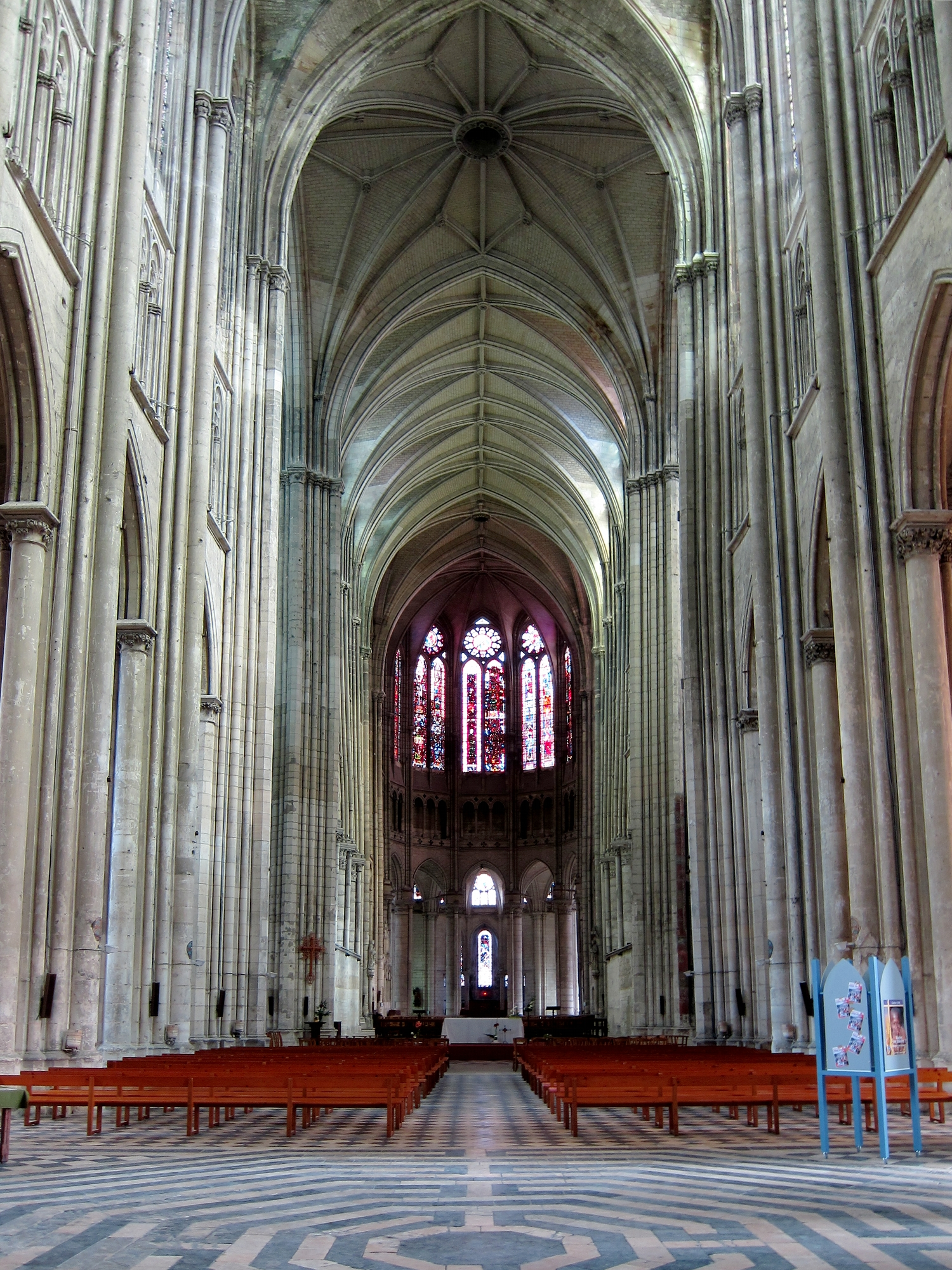
Nave
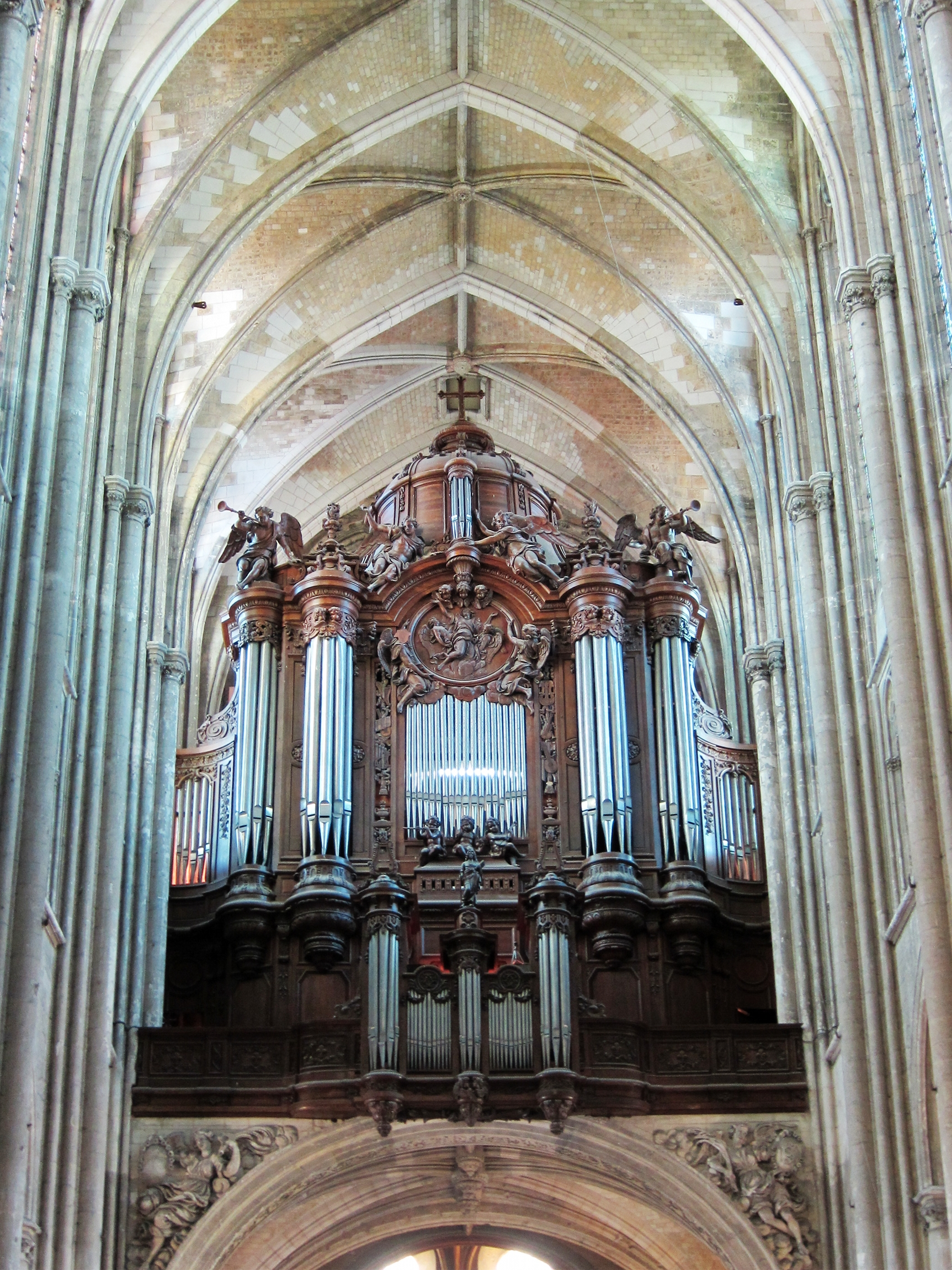
Órgano
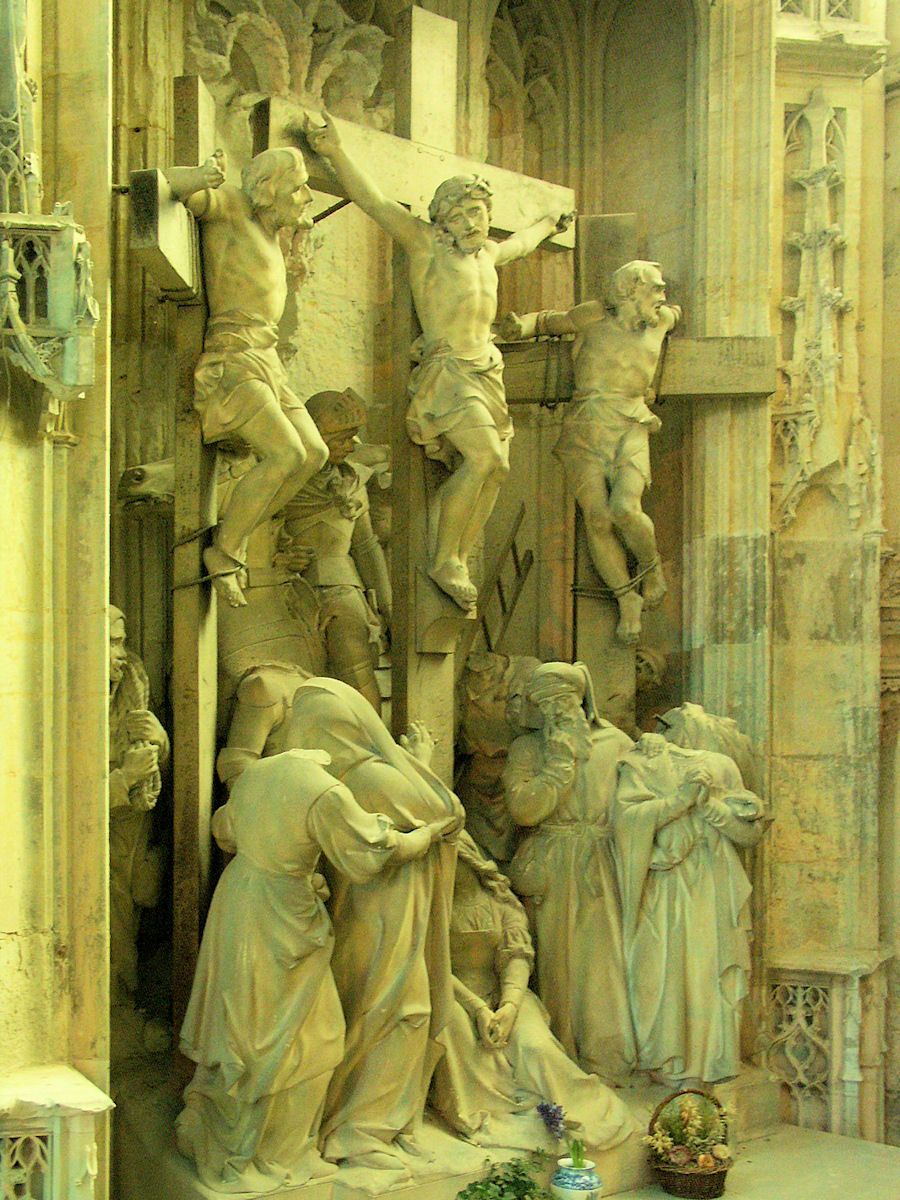
Crucifixión
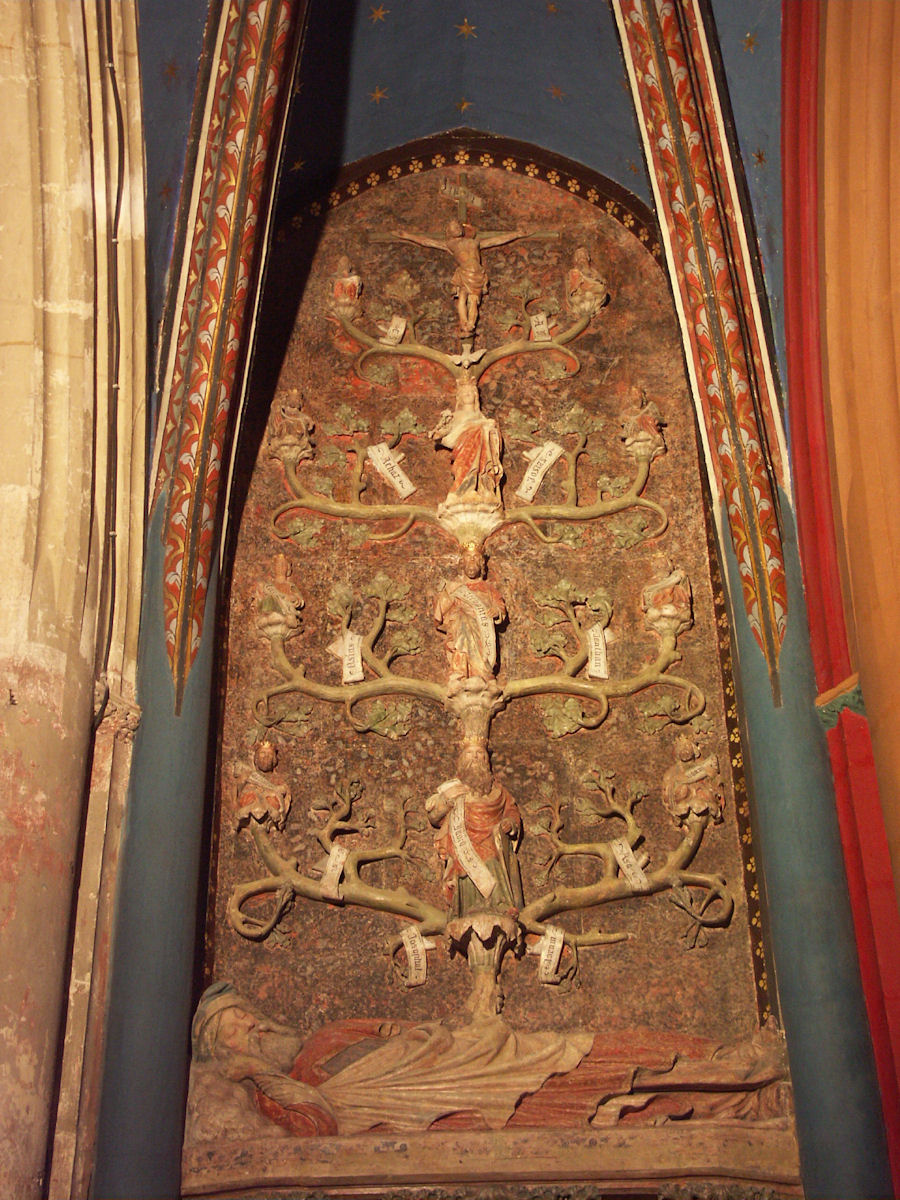
árbol de Jesé
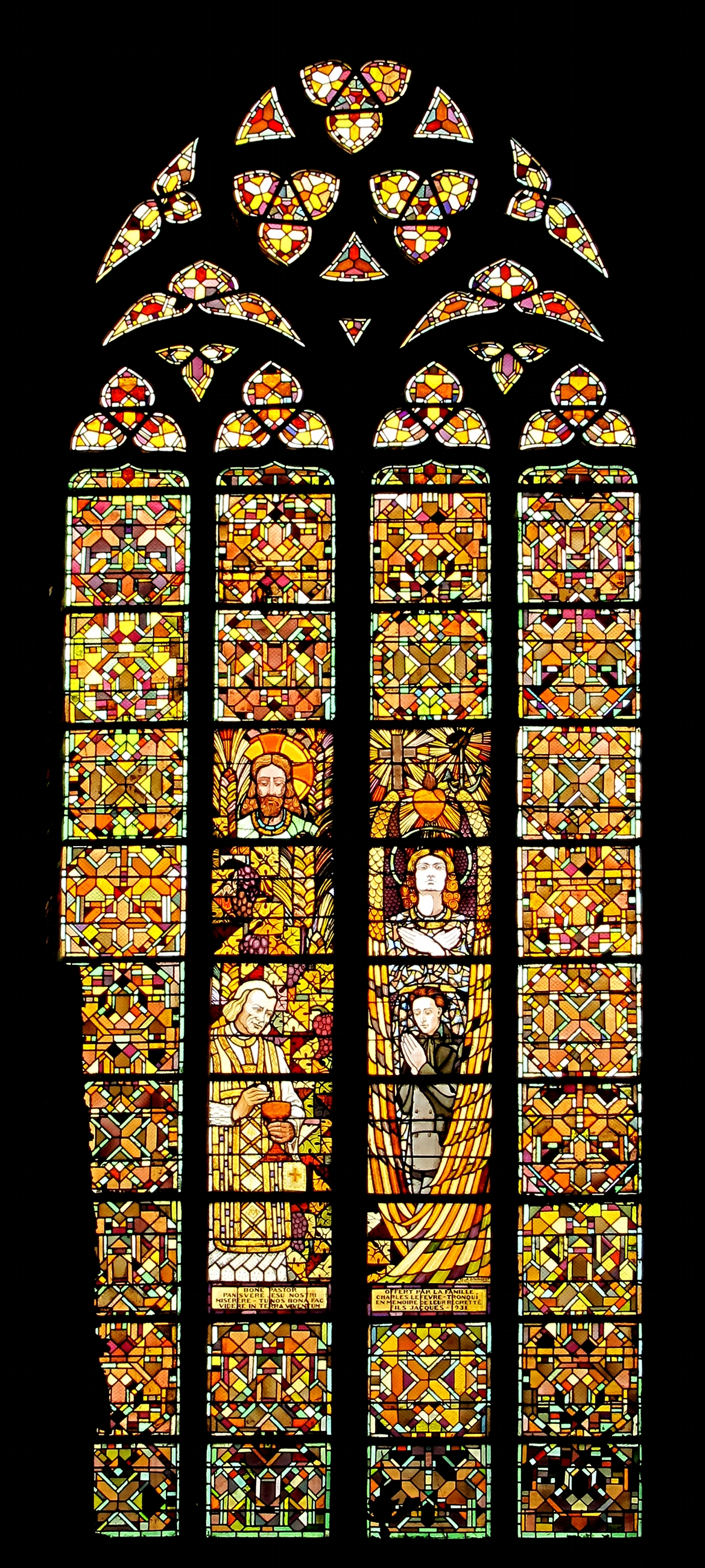
Vitral art deco